# Schizolepton cordatum
Schizolepton cordatum là một loài thực vật có mạch trong họ Adiantaceae. Loài này được (Gaudich.) Fée miêu tả khoa học đầu tiên năm 1850.